# Богоотцы

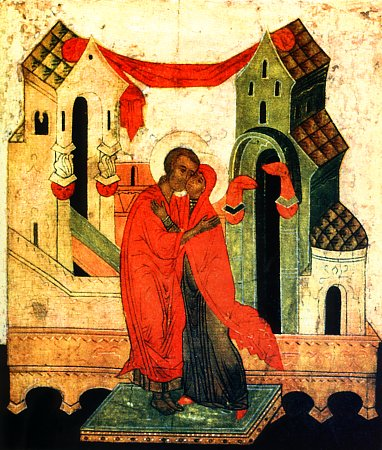
Богоотец Иоаким и Анна

Богоотцы́ (др.-греч. θεοπάτορες) — название, используемое в святоотеческом и литургическом предании по отношении к некоторым библейским праведникам, родственниками Иисуса Христа по плоти.
Богоотцами называются:
- пророк Давид — в «Слове о святом Иоанне Богослове», приписываемом святителю Иоанну Златоусту, а также в Ареопагитиках, у преподобного Феодора Студита, преподобного Иоанна Дамаскина (напр., тропарь 4-й песни в пасхальном каноне)[1];
- праведный Иосиф Обручник — у Стефана Диакона.
- праведные Иоаким и Анна[1], родители Девы Марии — постоянно в формуле отпуста после главных церковных служб.

Соборная память святых богоотцов установлена в первое воскресенье после праздника Рождества Христова («Неделя богоотец»), когда празднуется память праведного Иосифа Обручника, Давида царя и апостола Иакова, брата Господня. Если Рождество приходится на воскресенье, память переносится на следующий за ним понедельник 8 января / 26 декабря (как, например, в 2006 году).
Смысл слова Богоотцы выводится из христологии православной Церкви. Поскольку перечисленные праведники тем или иным образом входят в родословную Иисуса Христа, они причастны к Его рождению от Девы Марии, именуемой Богоматерью. Наименования Богоматерь (то есть Мать Бога) и Богоотцы (то есть отцы Бога) употребляются не в буквальном смысле слова, но находят своё объяснение в православном учении об «общении свойств», согласно которому Превечный Бог во Христе усваивает Себе рождение как одно из свойств природы человека. Соответственно признаются Им Матерью родившая Его Дева Мария и отцом (Лк 2:48) — праведный Иосиф, хотя зачат Христос был наитием Святого Духа. Причём отцовство признаётся в расширительном смысле — не только за Иосифом, но и за ближайшими родственниками Христа по человеческой природе и даже за пророком Давидом.